# Sân bay quốc tế Vân Đồn
Cảng Hàng không Quốc tế Vân Đồn là sân bay kết hợp dân dụng - quân sự nằm trên đảo Cái Bầu, đặc khu Vân Đồn, tỉnh Quảng Ninh, Việt Nam. Sân bay này còn có chức năng là sân bay dự bị mới cho Nội Bài. Sân bay cách thành phố Hạ Long khoảng 60 km và cách thành phố Cẩm Phả gần 20 km, chủ yếu phục vụ cho Đặc khu Vân Đồn và Hạ Long với công suất lên đến 10 triệu hành khách/năm khi hoàn tất các giai đoạn (gồm 3 giai đoạn). Đây là sân bay do Tập đoàn Sun Group làm chủ đầu tư và là sân bay tư nhân đầu tiên của Việt Nam.

## Lịch sử
Theo Quyết định 1296/QĐ-TTg Phê duyệt quy hoạch KTT Vân Đồn 19/08/2009 của Thủ tướng CP; Quyết định 21/QĐ-TTg Phê duyệt QH phát triển GTVT hàng không 2020-2030 08/01/2009 và QĐ 576/QĐ-BGTVT Phê duyệt quy hoạch Cảng hàng không Quảng Ninh 16/03/2012 thì Sân bay Vân Đồn được xây dựng với tiêu chuẩn cấp 4E , sân bay quân sự cấp II; có vai trò là cảng hàng không nội địa đón được các chuyến bay quốc tế; dùng chung dân dụng và quân sự.
Tuy nhiên, trong trường hợp của Phú Quốc, sân bay mới được xây dựng để thay thế một sân bay cũ (xây từ thời Pháp). Điều đó đồng nghĩa, Vân Đồn nói riêng và Quảng Ninh nói chung là địa phương đầu tiên có một sân bay được xây mới hoàn toàn kể từ sau năm 1975.
Theo thông báo kết luận của Thủ tướng Nguyễn Xuân Phúc tại buổi làm việc với lãnh đạo tỉnh Quảng Ninh vào đầu tháng 2/2017 thì việc điều chỉnh quy hoạch Cảng hàng không Quảng Ninh thành cảng hàng không quốc tế được chấp thuận. Bộ Giao thông Vận tải được giao hoàn tất các thủ tục điều chỉnh quy hoạch, trình Thủ tướng phê duyệt; UBND tỉnh Quảng Ninh đẩy nhanh đầu tư, sớm đưa Sân bay quốc tế Vân Đồn vào khai thác.

### Giải phóng mặt bằng và di dân
Sân bay Vân Đồn sau đó được xây dựng rất nhanh, chỉ trong vòng hơn 2,5 năm. Nhưng cuộc thuyết phục một thị trường lớn toàn cầu, và đặc biệt là lấy được sự tin tưởng của các nhà đầu tư đến với vùng đất này trên những chiếc Dreamliner hay là máy bay riêng, sẽ khó khăn hơn thuyết phục 249 hộ dân xã Đoàn Kết nhường đất xây sân bay.
Việc thi công sân bay Vân Đồn khiến 249 hộ dân phải di dời, và có một số không đồng tình. Trong đó, có cả những lão nông hăng hái tranh biện tới mức chính quyền cơ sở nơi này đặt cho ông biệt danh "Giáo sư". Không phải người dân nào cũng tin tưởng vào việc dự án PPP này có thể "làm lợi cho dân", và thể hiện sự thiếu tin tưởng này một cách quyết liệt.
Những xung đột lớn đã may mắn không xảy ra tại xã Đoàn Kết, huyện Vân Đồn. Chủ đầu tư đã kiên trì dùng nhiều phương pháp thuyết phục và thành công trong việc di dời những hộ dân khó tính nhất – bao gồm cả vị giáo sư. Những gay cấn đã kết thúc trong hòa thuận.

### 2018-nay: Bay thử nghiệm & hoạt động chính thức
Vào ngày 11 tháng 7 năm 2018, một chiếc King Air 350 từ Sân bay quốc tế Cát Bi đã hạ cánh tại Vân Đồn để có một chuyến bay hiệu chuẩn, đánh dấu chuyến bay đầu tiên tới sân bay.
Vào ngày 30 tháng 12 năm 2018, thủ tướng Nguyễn Xuân Phúc dự khánh thành từ sân bay Nội Bài cùng các lãnh đạo nhà nước.
Kể từ khi đại dịch Covid-19 bùng phát tại Việt Nam, Cảng hàng không quốc tế Vân Đồn đã được chỉ định phục vụ các chuyến bay hồi hương công dân Việt Nam từ nước ngoài ở miền Bắc, cùng với Phù Cát ở miền Trung và Cần Thơ ở miền Nam. Các chuyến bay đáng chú ý bao gồm từ Vũ Hán- Trung Quốc, Đài Loan, Kyiv- Ukraina, Toronto- Canada, Tokyo- Nhật Bản, các quốc gia châu Âu, San Francisco- Hoa Kỳ. Chuyến bay tới San Francisco được coi là chuyến bay đầu tiên của một hãng hàng không Việt Nam tới Hoa Kỳ. Các hãng hàng không tham gia chuyến bay hồi hương gồm có Vietnam Airlines, Bamboo Airways và VietJet Air. Tính từ đầu tháng 2 năm 2020, sân bay Vân Đồn đã đón tổng cộng 36 chuyến bay với gần 5.600 hành khách, đảm bảo tuyệt đối an toàn. Các chuyến bay chở khách bình thường được nối lại từ ngày 4 tháng 5 năm 2020. Sân bay cũng có thời gian phải đóng cửa do có nhiều ca nhiễm Covid-19 vào đầu năm 2021.

## Vị trí địa lý
Sân bay Vân Đồn nằm ở xã Đoàn Kết, huyện Vân Đồn, tỉnh Quảng Ninh, cách TP Hạ Long 60 km, TP Cẩm Phả 20 km, TP Móng Cái 90 km, cạnh thị trấn Cái Rồng và đường cao tốc Hải Phòng – Hạ Long – Vân Đồn – Móng Cái.

## Thông số
Sân bay được xây dựng trên diện tích 345 ha, tại xã Đoàn kết, huyện Vân Đồn; với 1 đường CHC kích thước 3.600m x 45m, hướng 03-21. Có 7 chỗ đỗ máy bay, đường băng đạt tiêu chuẩn ILS CAT II. Có 4 cầu phản lực. Diện tích nhà ga là 26.991 m². Có thể đón các máy bay hiện đại trên thế giới như B787, B747, B777, A350, A330, A320 và A321.
Mục đích chủ yếu của sân bay để phục vụ cho Đặc khu Vân Đồn, đáp ứng các nhu cầu về du lịch và dịch vụ đi và đến Quảng Ninh. Các phòng và các cơ quan liên quan thẩm định, phê duyệt, tư vấn giám sát quá trình xây dựng và sử dụng cảng hàng không.

## Cơ sở hạ tầng
Nằm trên bờ biển Quảng Ninh, sân bay quốc tế Vân Đồn có diện tích 325 ha và chứa một đường băng duy nhất :
- Đường băng 03/21: 3,600 m × 45 m (11,81 ft × 147,64 ft) với một 300 m x 300 m (984.3 ft x 984.3 ft) khu vực an toàn đường băng

Đường băng 03/21 được chứng nhận cho các hoạt động của Thiết bị hạ cánh Cat II. Sân bay có 7 chỗ đỗ máy bay và một tháp kiểm soát không lưu 42 m (138 ft) cao.

## Cơ cấu tổ chức
Sân bay quốc tế Vân Đồn có Ban giám đốc và 6 phòng chức năng, gồm:
- Ban Giám Đốc: Giám đốc Ông Hoàng Văn Dũng
- Phòng An Ninh An Toàn hàng không
- Phòng Kỹ Thuật Hạ Tầng
- Phòng Khai Thác Mặt Đất
- Phòng Kinh Doanh Maketting
- Phòng Kế Toán
- Phòng Hành Chính Nhân Sự

## Các giai đoạn phát triển
Sân bay quốc tế Vân Đồn sẽ đón 2 triệu và 2.5 triệu khách. Tổng mức đầu tư khái toán cho toàn bộ 3 giai đoạn của dự án là 7.462 tỉ đồng. Trong đó, riêng giai đoạn 1 là 3.900 tỉ đồng.

### Giai đoạn 1
Giai đoạn 1, sẽ đầu tư một đường băng và một nhà ga hành khách cùng các hạng mục phụ trợ đồng bộ với công suất 2.5 triệu hành khách và 10.000 tấn hàng hóa mỗi năm. Tổng mức đầu tư của giai đoạn 1 là 3.900 tỉ đồng.

### Các giai đoạn tiếp theo
- Giai đoạn 2, tiếp tục đầu tư xây dựng thêm một đường băng rộng để đạt công suất 5 triệu hành khách/năm và 10.000 tấn hàng hóa/năm.
- Giai đoạn 3, sẽ hoàn thành các hạng mục của dự án để đạt công suất 10 triệu hành khách/năm. Tổng giai đoạn 2 và 3 là 3.600 tỷ.

## Các dịch vụ và các tuyến bay

### Các dịch vụ tiện ích tại Nhà ga
- Các cửa hàng và lưu niệm.
- Ngân hàng & ATM (sắp có).
- Thông tin du lịch.
- Sạc điện thoại miễn phí.
- Nước tinh khiết miễn phí.
- Internet, điện thoại công cộng.
- Các quầy ăn nhanh và cà phê.
- Nhà vệ sinh riêng dành cho người khuyết tật
- Phòng chờ hạng thương gia rộng tới 1.400 m2 với các trang thiết bị cao cấp và không gian sang trọng cho du khách có nhu cầu

### Tuyến bay hiện tại
| Hãng hàng không  | Các điểm đến          |
| ---------------- | --------------------- |
| VietJet Air      | Thành phố Hồ Chí Minh |
| Vietnam Airlines | Thành phố Hồ Chí Minh |

## Vinh danh
- Sân bay mới hàng đầu Châu Á và Sân bay mới hàng đầu thế giới năm 2019 do Giải thưởng du lịch Thế giới (World Travel Awards - WTA) vinh danh[22]
- "Sân bay có hệ thống phòng chờ thương gia hàng đầu châu Á", "Sân bay khu vực hàng đầu châu Á" tại WTA khu vực châu Á năm 2020[2]
- "Sân bay khu vực hàng đầu thế giới" tại giải thưởng WTA thế giới năm 2020.[2]